# Nesolestes rubristigma
Nesolestes rubristigma är en trollsländeart som beskrevs av Martin 1902. Nesolestes rubristigma ingår i släktet Nesolestes och familjen Megapodagrionidae. Inga underarter finns listade i Catalogue of Life.